# Deux sans barreur féminin aux Jeux olympiques d'été de 2020
Navigation
Rio de Janeiro 2016 Paris 2024
L'épreuve féminine de deux sans barreur des Jeux olympiques d'été de 2020 de Tokyo a lieu au Sea Forest Waterway du 24 au 29 juillet 2021.

## Compétition

### Séries
Les trois premiers de chaque série se qualifient pour les demi-finales A/B, les autres disputent des repêchages.

#### Série 1
| Rang | Ligne | Rameur                                  | Pays       | Temps         | Notes |
| ---- | ----- | --------------------------------------- | ---------- | ------------- | ----- |
| 1    | 4     | Caileigh Filmer Hillary Janssens        | Canada     | 7 min 18 s 34 | Q     |
| 2    | 2     | Adriana Ailincai Iuliana Buhus          | Roumanie   | 7 min 20 s 36 | Q     |
| 3    | 3     | Kiri Tontodonati Aisha Rocek            | Italie     | 7 min 22 s 79 | Q     |
| 4    | 1     | Megan Kalmoe Tracy Eisser               | États-Unis | 7 min 26 s 95 | R     |
| 5    | 5     | María Kyrídou Christina Ioanna Bourmpou | Grèce      | 7 min 33 s 94 | R     |

#### Série 2
| Rang | Ligne | Rameur                                | Pays            | Temps         | Notes |
| ---- | ----- | ------------------------------------- | --------------- | ------------- | ----- |
| 1    | 3     | Jessica Morrison Annabelle McIntyre   | Australie       | 7 min 21 s 75 | Q     |
| 2    | 1     | Vasilisa Stepanova Elena Oriabinskaia | ROC             | 7 min 23 s 39 | Q     |
| 3    | 2     | Helen Glover Polly Swann              | Grande-Bretagne | 7 min 23 s 98 | Q     |
| 4    | 4     | Huang Kaifeng Liu Jinchao             | Chine           | 7 min 45 s 55 | R     |

#### Série 3
| Rang | Ligne | Rameur                                    | Pays             | Temps         | Notes |
| ---- | ----- | ----------------------------------------- | ---------------- | ------------- | ----- |
| 1    | 2     | Grace Prendergast Kerri Gowler            | Nouvelle-Zélande | 7 min 19 s 08 | Q     |
| 2    | 3     | Hedvig Laerke Rasmussen Fie Udby Erichsen | Danemark         | 7 min 22 s 86 | Q     |
| 3    | 1     | Aina Cid Virginia Diaz Rivas              | Espagne          | 7 min 23 s 14 | Q     |
| 4    | 4     | Aileen Crowley Monika Dukarska            | Irlande          | 7 min 24 s 71 | R     |

### Repêchage
| Rang | Ligne | Rameur                                  | Pays       | Temps         | Notes |
| ---- | ----- | --------------------------------------- | ---------- | ------------- | ----- |
| 1    | 4     | María Kyrídou Christina Ioanna Bourmpou | Grèce      | 7 min 28 s 00 | Q     |
| 2    | 1     | Megan Kalmoe Tracy Eisser               | États-Unis | 7 min 29 s 87 | Q     |
| 3    | 2     | Aileen Crowley Monika Dukarska          | Irlande    | 7 min 31 s 99 | Q     |
| 4    | 3     | Kaifeng Huang Jinchao Liu               | Chine      | 7 min 45 s 17 |       |

### Demi-finales
Les trois premiers de chaque série se qualifient pour la finale.

#### Demi-finale 1
| Rang | Ligne | Rameur                                    | Pays            | Temps         | Notes  |
| ---- | ----- | ----------------------------------------- | --------------- | ------------- | ------ |
| 1    | 6     | María Kyrídou Christina Ioanna Bourmpou   | Grèce           | 6 min 48 s 70 | QA, WB |
| 2    | 2     | Helen Glover Polly Swann                  | Grande-Bretagne | 6 min 49 s 32 | QA     |
| 3    | 3     | Caileigh Filmer Hillary Janssens          | Canada          | 6 min 49 s 46 | QA     |
| 4    | 4     | Jessica Morrison Annabelle McIntyre       | Australie       | 6 min 49 s 82 | QB     |
| 5    | 1     | Aileen Crowley Monika Dukarska            | Irlande         | 7 min 6 s 07  | QB     |
| 6    | 5     | Hedvig Laerke Rasmussen Fie Udby Erichsen | Danemark        | 7 min 8 s 44  | QB     |

#### Demi-finale 2
| Rang | Ligne | Rameur                                | Pays             | Temps         | Notes  |
| ---- | ----- | ------------------------------------- | ---------------- | ------------- | ------ |
| 1    | 4     | Grace Prendergast Kerri Gowler        | Nouvelle-Zélande | 6 min 47 s 41 | QA, WB |
| 2    | 5     | Vasilisa Stepanova Elena Oriabinskaia | ROC              | 6 min 50 s 24 | QA     |
| 3    | 6     | Aina Cid Virginia Diaz Rivas          | Espagne          | 6 min 50 s 63 | QA     |
| 4    | 3     | Adriana Ailincai Iuliana Buhus        | Roumanie         | 6 min 58 s 55 | QB     |
| 5    | 1     | Megan Kalmoe Tracy Eisser             | États-Unis       | 7 min 2 s 52  | QB     |
| 6    | 2     | Kiri Tontodonati Aisha Rocek          | Italie           | 7 min 4 s 52  | QB     |

### Finales

#### Finale A
| Rang                                | Ligne | Rameur                                  | Pays             | Temps         |
| ----------------------------------- | ----- | --------------------------------------- | ---------------- | ------------- |
| Médaille d'or, Jeux olympiques      | 4     | Grace Prendergast Kerri Gowler          | Nouvelle-Zélande | 6 min 50 s 19 |
| Médaille d'argent, Jeux olympiques  | 5     | Vasilisa Stepanova Elena Oriabinskaia   | ROC              | 6 min 51 s 45 |
| Médaille de bronze, Jeux olympiques | 1     | Caileigh Filmer Hillary Janssens        | Canada           | 6 min 52 s 10 |
| 4                                   | 2     | Helen Glover Polly Swann                | Grande-Bretagne  | 6 min 54 s 96 |
| 5                                   | 3     | María Kyrídou Christina Ioanna Bourmpou | Grèce            | 6 min 57 s 11 |
| 6                                   | 6     | Aina Cid Virginia Diaz Rivas            | Espagne          | 7 min 0 s 05  |

#### Finale B
| Rang | Ligne | Rameur                                    | Pays       | Temps         |
| ---- | ----- | ----------------------------------------- | ---------- | ------------- |
| 1    | 3     | Jessica Morrison Annabelle McIntyre       | Australie  | 6 min 56 s 46 |
| 2    | 6     | Hedvig Laerke Rasmussen Fie Udby Erichsen | Danemark   | 6 min 59 s 48 |
| 3    | 4     | Adriana Ailincai Iuliana Buhus            | Roumanie   | 7 min 1 s 02  |
| 4    | 2     | Megan Kalmoe Tracy Eisser                 | États-Unis | 7 min 2 s 16  |
| 5    | 5     | Aileen Crowley Monika Dukarska            | Irlande    | 7 min 2 s 22  |
| 6    | 1     | Kiri Tontodonati Aisha Rocek              | Italie     | 7 min 4 s 46  |